# Andrzej Marek (artysta)
Andrzej Marek, właśc. Marek Arnstein lub Arenstein bądź Arnsztejn (ur. 2 stycznia 1880 w Warszawie, zm. 1943) – polski dramaturg, teatrolog i reżyser teatralny oraz filmowy pochodzenia żydowskiego.

## Życiorys
Urodził się w żydowskiej rodzinie inteligenckiej jako syn Adama Arnsteina i Dory z domu Gotsfart. Ukończył szkołę średnią w Sanoku. Był konwertytą na katolicyzm. Do 14 roku życia nie znał języka polskiego, później samodzielnie się go nauczył. Podczas I wojny światowej pracował w rosyjskiej służbie sanitarnej.
Od 1900 roku był dziennikarzem w wydawanym w Warszawie piśmie Izraelita. Autor sztuk o tematyce żydowskiej, które napisał w języku polskim: Chasydzi (1900), Wieczna bajka (1901), Pieśniarze (1902), Fanatycy, Królestwo krzywdy, Nędzarze, Królowa Sabat, Gdy liście spadają, Noemii. Adaptował dla teatru także utwory literatury żydowskiej m.in. Dybuk, Golem, Mirełe Efros, Żyda na stos, Bóg-szatan i człowiek, Ta, która zwycięża, Tajemnica powodzenia, Fenomenalna umowa. Jako reżyser i scenarzysta filmowy debiutował w 1911 roku niemym filmem Chasydka i odstępca. Pod koniec tego samego roku nakręcił dramat Okrutny ojciec, a w 1912 roku zaadaptował na potrzeby filmu sztukę Mirełe Efros. W 1912 roku wyjechał do Los Angeles, gdzie ukończył kurs teatrologiczny oraz współpracował z wybitnymi działaczami teatru żydowskiego N. Zemachem i M. Schwartzem. Następnie współtworzył teatr Habima w Moskwie, a także współpracował z innymi teatrami żydowskimi na świecie.
W 1924 wrócił do Polski i otrzymał ze Związku Artystów Scen Polskich dyplom reżyserski i prawo reżyserowania sztuk teatralnych. Reżyserował wyłącznie sztuki o tematyce żydowskiej w większości dla scen teatrów żydowskich. Rzadko wystawiał w teatrach polskich. W 1928 wystawił jako jeden z pierwszych w Polsce przedstawienie na scenie kolistej ze scenografią (przedstawienie Golem na arenie cyrku warszawskiego). Był również autorem esejów, humoresek, pieśni, opowiadań i recenzji publikowanych w prasie polskiej i żydowskiej. W 20-leciu międzywojennym był pionierem kina jidysz, jako współpracownik przedsiębiorstwa filmowego „Siła”, które należało do Mordechaja Towbina i blisko współpracowało z Warszawskim Żydowskim Teatrem Artystycznym Idy Kamińskiej. To właśnie Andrzej Marek był reżyserem i jednocześnie scenarzystą pierwszych produkcji wytwórni: „Okrutny ojciec”, „Chasydka i odstępca”, „Macocha”, „Mirełe Eros” i „Chasia sierotka”. Był popularyzatorem sztuki żydowskiej wśród ludności polskiej wystawiając na scenach teatrów polskich w latach 1925–1929 kilka najbardziej popularnych sztuk pisarzy żydowskich. Spośród wystawionych przez Marka sztuk największy sukces odniósł „Golem” H. Lejwika, prezentowany na okrągłej scenie warszawskiego cyrku. Został uznany jednym z najwybitniejszych reżyserów żydowskich swojej epoki.
Podczas II wojny światowej przebywał w getcie warszawskim, gdzie pisał sztuki dla teatrzyków żydowskich. Był jurorem w konkursach młodych talentów w departamencie kultury Gminy. Był twórcą i kierownikiem literacko-artystycznym otwartego tam w lipcu 1941, mieszczącego się w kościele św. Augustyna przy ul. Nowolipki i grającego języku polskim Nowego Teatru Kameralnego. Wyreżyserował tam sztuki pt. Finał małżeństwa, Moje żony mnie zdradzają, Potęga pieniądza, Pieśniarzy Ghetta wystawione jako Boski śpiewak. Teatr został zlikwidowany wraz z likwidacją dzielnicy żydowskiej. Przemawiał podczas jubileuszu artystycznego aktora Michała Znicza.
Poniósł śmierć w 1943 po likwidacji warszawskiego getta. Według różnych źródeł zmarł w czasie likwidacji getta, został zamordowany przez Niemców w komorze gazowej w niemieckim obozie śmierci Treblinka, lub deportowany do obozu na Majdanku został zamordowany w komorze gazowej razem z Abrahamem Pfeferem (według relacji syna Abrahama – Jerzego Pfefera).

## Twórczość
| Reżyser - 1912: Mirełe Efros - 1912: Sierota Chasia - 1911: Okrutny ojciec - 1911: Chasydka i odstępca | Scenarzysta - 1937: Dybuk - 1912: Mirełe Efros - 1912: Sierota Chasia - 1911: Chasydka i odstępca | Kierownik artystyczny - 1937: Dybuk |